# Frizijska grupa
Frízijska grúpa je matematični koncept klasifikacije oblik na dvorazsežnih ploskvah, ki se na podlagi simetrij v vzorcu v eni smeri ponavljajo. Takšni vzorci se pogosto pojavljajo v arhitekturi in dekorativni umetnosti. Matematična obravnava takšnih vzorcev razkrije, da lahko obstaja točno sedem različnih vrst vzorcev.
Frizijske grupe so dvorazsežne grupe na premici in imajo le eno smer ponavljanja. Povezane so z bolj zapletenimi tapetnimi grupami, ki klasificirajo vzorce ponavljajoče v dveh smereh.
Kakor tapetne grupe se frizijske grupe velikokrat predočijo s preprostim periodičnim vzorcem v obravnavani kategoriji.
Grupa se imenuje po frizu, delu antičnega templja med arhitravom in zatrepom.